# Woodwardioideae
Woodwardioideae,  potporodica papratnica, dio porodice Blechnaceae. Postoje 3 roda (dva su monotipična) sa ukupno 15 vrsta.

## Rodovi
1. Lorinseria C. Presl (1 sp.)
2. Anchistea C. Presl (1 sp.)
3. Woodwardia J. E. Sm. (13 spp.)